# غريغوري جونز
غريغوري جونز (20 يناير 1956 - ) (بالإنجليزية: Gregory Jones)‏ هو لاعب كريكت نيوزلندي.

## وصلات خارجية
- غريغوري جونز على موقع إي آس بي آن كريك إنفو (الإنجليزية)